# Világ Igaza
A Világ Igaza (vagy másképpen Népek Igaza, angolul: Righteous Among the Nations, héberül: חסיד אומות העולם) a nem zsidóknak adható egyik legmagasabb izraeli állami kitüntetés. 2020. január 1-jéig összesen 27 712 kitüntetést ítéltek oda, ebből 869-et magyar állampolgároknak.

## Ismertetése
A Jad Vasem intézet a holokauszt áldozatainak és hőseinek izraeli emlékhatósága, amely azokat a nem zsidó embereket tünteti ki – köztük magyarokat, bajorokat, lengyeleket és olaszokat –, akik életük kockáztatásával mentettek zsidókat a holokauszt alatt. A hollandiai Nieuwlande falu 117 lakosa közösen kapta meg a címet. Az izraeli törvényhozás 1953-ban hozott törvénye szerint a holokauszt során meggyilkolt zsidókat tiszteletbeli államporgárság illeti meg, és ugyanez vonatkozik azokra is, akik sorsközösséget vállaltak üldöztetésükben, kiérdemelve a kitüntetést.

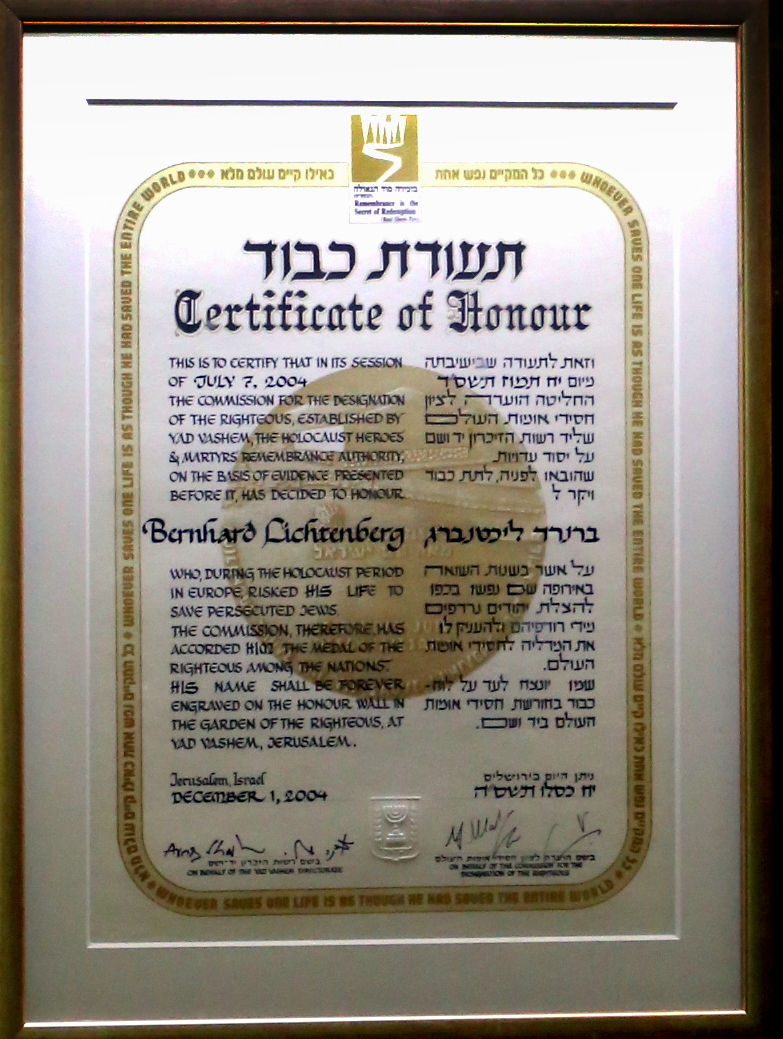
Bernhard Lichtenberg kitüntetésének oklevele

Az első magyart, Michnay László adventista lelkészt (egyházelnököt) 1964 május 5-én tüntették ki. 2014. év végéig több mint 800 magyar kapta meg a kitüntetést, tehát azóta átlagosan évente 16-an. (például Almásy Tibor, id. Antall József, Bay Zoltán, Ferenczfalvi Kálmán, Ferenczy Béni és felesége, Gidófalvy Lajos, Járosi (Iarosi) Andor és felesége, Karády Katalin, Karig Sára, Keken András, Kelemen Krizosztom, Király Béla, Kisházi Ödön és nevelt fia Popik Ervin, Kopácsi József és felesége valamint fiuk Sándor, Koren Emil és felesége, Márton Áron, nagybaconi Nagy Vilmos, Ocskay László, Olt Mária és apja Láng József, Ottlik Géza és felesége, Pátzay Pál és felesége, Raile Jakab, Reviczky Imre, Salkaházi Sára, Slachta Margit, Szabó Károly, Szalai Pál, Szőnyi István és felesége valamint gyermekeik: Péter, Jolán és Zsuzsanna, Sztehlo Gábor, Vasdényei István, a Kistarcsai Kisegítő Toloncház parancsnoka, Várkonyi Géza és testvére Várkony Gyula és felesége valamint fiuk Richárd)
Korábban minden Világ Igaza ültetett (vagy ültettek számára) egy nevét viselő örökzöld fát a jeruzsálemi Har HaZikaron-on (Emlékezés hegyén), jelképezve, hogy „aki egy embert megment, egy egész világot ment meg”. Jelenleg ezt a hagyományt nem tudják folytatni, mivel idővel egyre többen kapták meg a kitüntetést és 1989-re már közel 2000 fát ültettek szerte az emlékhegyen. A fáknak nincs több hely, de úgy döntöttek, hogy a kitüntetettek nevét kőbe vésve emléktáblákon örökítik meg. Azóta már több mint 20 000 név került fel az emlékfalakra, amelyet tájépítészek terveztek meg, és nyitott szobákat formázva természetesen illeszkednek be az intézet kertjének erdős hegyoldalába. 2011-ben bővíteni is kellett a kertet, ahol újabb falakat emeltek. Sok család választja, hogy a kitüntetési ceremóniára a lenyűgözően egyszerű és nyugalmas kertben kerüljön sor, bár azt Izrael minden esetben a lakhelyük szerint is meg tudja szervezni, a diplomáciai képviseleteiken keresztül.

## A Világ Igaza Hivatal és a Bizottság
A Jad Vasem emlékhely egyik részlege a Világ Igaza Hivatal. 1963 óta bizottság vizsgálja a megmentettektől beérkezett javaslatokat. A bizottság elnöke az izraeli legfelsőbb bíróság egyik nyugalmazott bírája. A bizottság döntéseinek folyamata nem nyilvános, a döntésekkel kapcsolatos iratok titkosak, vezető magyar történészek sem tekinthetnek beléjük, külső ellenőrzés, fellebbezési lehetőség nincsen, nyilvánvaló tévedés esetén sem.
Előfordul, hogy a hivatal a holokauszttúlélők ügyvédi segítség nélküli, saját szavakkal fogalmazott tanúvallomásait elutasítják, jogásznyelvet elvárva hiányosnak ítélik meg. A holokauszttúlélőkkel néhány ismert esetben nem veszik fel a kapcsolatot, ami a hivatal küldetése alapján természetesen elvárható lenne. Nem segítenek, nem adnak lehetőséget a tanúvallomások pontosítására, kiegészítésére, a túlélők fellebbezésére nem válaszolnak, sőt, dr. Kende György, az Új Kelet izraeli hetilap munkatársának a tanúkkal kapcsolatos leveleire sem.
Az is előfordul, hogy a hivatal nyilvánvaló bizonyítékok ellenére sem hoz kedvező döntést. A hajdani Csehszlovákia mártír politikusa, Esterházy János gróf például mind a mai napig nem kapta meg a Jad Vasem Világ Igaza elismerést, pedig az egyértelmű tények alá vannak támasztva. Esterházy volt a szlovák parlament egyedüli képviselője, aki 1942. május 15-én a 68/1942-es alkotmányi törvényt nem szavazta meg, ami a zsidóság kitelepítéséről szólt, 1944-ben pedig zsidók, csehek, szlovákok, lengyelek százainak segített a szökésben. Magyarország 1944. márciusi német megszállása ellen memorandumban tiltakozott.